# Закон Амонтона — Кулона

Схема дії сил при терті ковзання: W — сила ваги, N — сила нормальної реакції опори, F — прикладена сила, що змушує тіло ковзати по поверхні, F_{f} — сила тертя ковзання.

Зако́н Амонто́на — Куло́на — емпіричний закон макротрибології, що встановлює зв'язок між силою тертя, що виникає при ковзанні тіла по поверхні іншого тіла, з силою нормальної реакції, що діє на тіло з боку поверхні.

## Формулювання
У найпростіших випадках сила тертя {\displaystyle F} та нормальне навантаження (або сила нормальної реакції) {\displaystyle N} зв'язані нерівністю:
{\displaystyle |F_{f}|\leqslant \mu \cdot N,}
яка перетворюється у рівність при наявності відносного руху проковзування.
Закон Амонтона — Кулона Для випадку проковзування пропорційно пов'язує силу тертя і нормальну реакцію. Для найпростіших випадків сила тертя ковзання {\displaystyle F} та нормальне навантаження (або сила нормальної реакції) {\displaystyle N} пов'язані лінійним рівнянням:
{\displaystyle F_{f}=\mu \cdot N,}
де {\displaystyle \mu } — безрозмірний коефіцієнт тертя, який і несе всю інформацію про тертя. 
Він залежить від багатьох факторів, серед яких температура, вологість, швидкість ковзання та ін.

## Закон Амонтона-Кулона з врахуванням адгезії
Для більшості пар матеріалів значення коефіцієнта тертя {\displaystyle \mu } не перевищує 1 і знаходиться в діапазоні 0,1...0,5. Якщо коефіцієнт тертя перевищує 1 ({\displaystyle \mu } > 1), це означає, що між контактуючими тілами виникає ще сила адгезії Nad і формула для розрахунку коефіцієнта тертя набуває вигляду:
{\displaystyle \mu ={\frac {F}{N+N_{ad}}}.}

## Історична довідка
Першим закон тертя сформулював Леонардо да Вінчі, який ще у 1519 році стверджував, що сила тертя, що виникає при контакті тіла з поверхнею іншого тіла, пропорційна навантаженню (силі притискування), спрямована проти напрямку руху і не залежить від площі контакту. Модель Леонардо да Вінчі була перевідкрита через 180 років Г. Амонтоном і отримала остаточне обґрунтування в роботах Ш. О. Кулона (1781). Амонтон і Кулон ввели поняття коефіцієнта тертя як відношення сили тертя до навантаження, надавши йому значення фізичної константи, що повністю визначає силу тертя для будь-якої пари матеріалів, що контактують в умовах тертя.